# Centrum Sportowe Spiros Kiprianu

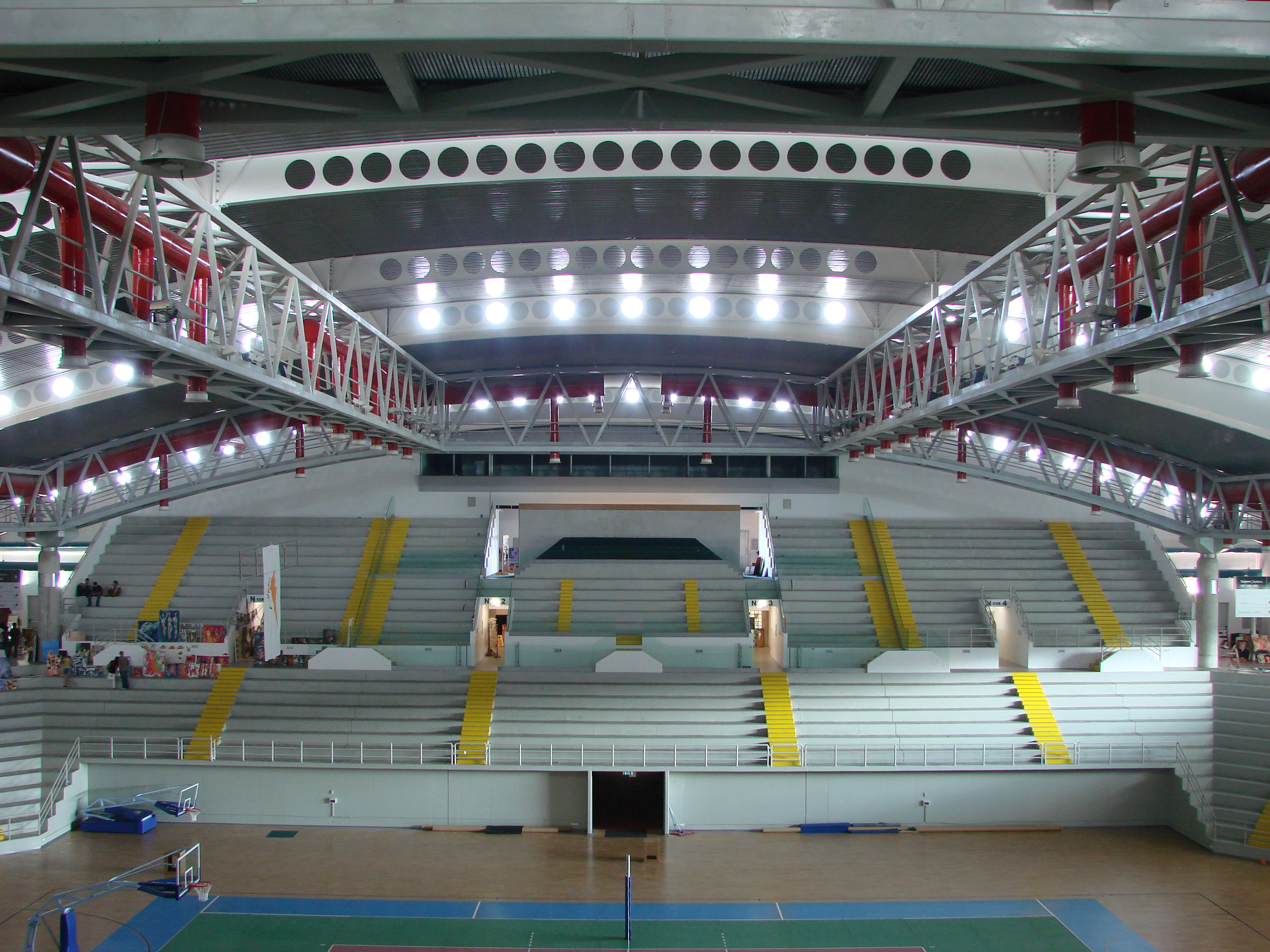
Wnętrze hali

Centrum Sportowe Spiros Kiprianu (gr. Αθλητικό Κέντρο Σπύρος Κυπριανού, Athlitikó Kéntro Spýros Kypianoú) – hala widowiskowo-sportowa w Limassol na Cyprze. Otwarta w 2005 roku, nosi imię zmarłego prezydenta Cypru Spirosa Kiprianu. Może pomieścić 6255 osób.
W 2008 roku odbył się Konkurs Piosenki Eurowizji Junior. Był gospodarzem dużych imprez sportowych takich jak mecz gwiazd FIBA Europe w 2006 i 2007 roku.